# Parapheromia
Parapheromia is een geslacht van vlinders van de familie spanners (Geometridae), uit de onderfamilie Ennominae.

## Soorten
- P. cassinoi McDunnough, 1927
- P. configurata Hulst, 1898
- P. elpidata Dyar, 1912
- P. falsata McDunnough, 1920
- P. ficta Rindge, 1972
- P. giacria Schaus, 1901
- P. lichenaria Pearsall, 1906